# Gomphurus septima
Gomphurus septima – gatunek ważki z rodziny gadziogłówkowatych (Gomphidae). Występuje we wschodniej części Stanów Zjednoczonych.